# 穆里瑪
穆里瑪（？—1669年），滿洲鑲黃旗，瓜尔佳氏，卫齐第六子，鳌拜的弟弟，清朝政治人物、清朝工部尚書。
穆里瑪在顺治年间袭父世职，曾任一等侍衛，由一等侍卫转任参领，从攻金声桓于江西，有功。順治十七年六月癸巳，接替蘇納海，擔任清朝工部尚書，后改本旗满洲都統。由郭科接任。康熙二年（1663年）出任靖西将军，率师镇压李来亨部于荆襄山区，超晋一等阿思哈尼哈番。
康熙八年（1669年）因鳌拜倒台，获罪，坐党恶营私，削爵，被处决。